# Vocca
Vocca é uma comuna italiana da região do Piemonte, província de Vercelli, com cerca de 139 habitantes. Estende-se por uma área de 20 km², tendo uma densidade populacional de 7 hab/km². Faz fronteira com Balmuccia, Borgosesia, Cravagliana, Postua, Scopa, Varallo Sesia.

## Demografia
| Variação demográfica do município entre 1861 e 2011                               |
|                                                                                   |
| Fonte: Istituto Nazionale di Statistica (ISTAT) - Elaboração gráfica da Wikipedia |